# Settimana Ciclistica Lombarda 2000
La Settimana Ciclistica Lombarda 2000, trentesima edizione della corsa, si svolse dal 12 al 16 aprile su un percorso di 894 km ripartiti in 5 tappe, con partenza a Osio Sotto e arrivo a Bergamo. Fu vinta dall'ucraino Serhij Hončar della Liquigas-Pata davanti all'italiano Gilberto Simoni e al francese Didier Rous.

## Tappe
| Tappa  | Data      | Percorso                | km  | Vincitore di tappa | Leader cl. generale |
| ------ | --------- | ----------------------- | --- | ------------------ | ------------------- |
| 1ª     | 12 aprile | Osio Sotto > Osio Sotto | 172 | Carlos Da Cruz     | Carlos Da Cruz      |
| 2ª     | 13 aprile | Osio Sotto > Osio Sotto | 182 | Serhij Hončar      | Serhij Hončar       |
| 3ª     | 14 aprile | Sarnico > Telgate       | 185 | Ivan Quaranta      | Serhij Hončar       |
| 4ª     | 15 aprile | Roncadelle > Roncadelle | 179 | Stefano Garzelli   | Serhij Hončar       |
| 5ª     | 16 aprile | Stezzano > Bergamo      | 176 | Sergej Smetanin    | Serhij Hončar       |
| Totale | Totale    | Totale                  | 894 |                    |                     |

## Dettagli delle tappe

### 1ª tappa
- 12 aprile: Osio Sotto > Osio Sotto – 172 km

| Pos. | Corridore        | Squadra     | Tempo    |
| ---- | ---------------- | ----------- | -------- |
| 1    | Carlos Da Cruz   | Big Mat     | 3h55'08" |
| 2    | Janek Tombak     | Cofidis     | a 1"     |
| 3    | Giuseppe Palumbo | Amica Chips | s.t.     |

| Pos. | Corridore      | Squadra | Tempo    |
| ---- | -------------- | ------- | -------- |
| 1    | Carlos Da Cruz | Big Mat | 3h54'57" |

### 2ª tappa
- 13 aprile: Osio Sotto > Osio Sotto – 182 km

| Pos. | Corridore       | Squadra       | Tempo    |
| ---- | --------------- | ------------- | -------- |
| 1    | Serhij Hončar   | Liquigas-Pata | 4h42'48" |
| 2    | Didier Rous     | Bonjour       | a 4"     |
| 3    | Gilberto Simoni | Lampre-Daikin | a 6"     |

| Pos. | Corridore     | Squadra       | Tempo    |
| ---- | ------------- | ------------- | -------- |
| 1    | Serhij Hončar | Liquigas-Pata | 8h37'47" |

### 3ª tappa
- 14 aprile: Sarnico > Telgate – 185 km

| Pos. | Corridore       | Squadra        | Tempo    |
| ---- | --------------- | -------------- | -------- |
| 1    | Ivan Quaranta   | Mobilvetta     | 4h26'19" |
| 2    | Marco Zanotti   | Liquigas-Pata  | s.t.     |
| 3    | Zoran Klemenčič | Vini Caldirola | s.t.     |

| Pos. | Corridore     | Squadra       | Tempo     |
| ---- | ------------- | ------------- | --------- |
| 1    | Serhij Hončar | Liquigas-Pata | 13h04'06" |

### 4ª tappa
- 15 aprile: Roncadelle > Roncadelle – 179 km

| Pos. | Corridore        | Squadra       | Tempo    |
| ---- | ---------------- | ------------- | -------- |
| 1    | Stefano Garzelli | Mercatone Uno | 5h06'53" |
| 2    | Serhij Hončar    | Liquigas-Pata | a 10"    |
| 3    | Gilberto Simoni  | Lampre-Daikin | s.t.     |

| Pos. | Corridore     | Squadra       | Tempo     |
| ---- | ------------- | ------------- | --------- |
| 1    | Serhij Hončar | Liquigas-Pata | 18h10'53" |

### 5ª tappa
- 16 aprile: Stezzano > Bergamo – 176 km

| Pos. | Corridore         | Squadra        | Tempo    |
| ---- | ----------------- | -------------- | -------- |
| 1    | Sergej Smetanin   | Benfica        | 4h16'53" |
| 2    | Romāns Vainšteins | Vini Caldirola | s.t.     |
| 3    | Oscar Pozzi       | Amica Chips    | s.t.     |

| Pos. | Corridore       | Squadra       | Tempo     |
| ---- | --------------- | ------------- | --------- |
| 1    | Serhij Hončar   | Liquigas-Pata | 22h27'47" |
| 2    | Gilberto Simoni | Lampre-Daikin | a 7"      |
| 3    | Didier Rous     | Bonjour       | a 10"     |

## Classifiche finali

### Classifica generale
| Pos. | Corridore         | Squadra                   | Tempo     |
| ---- | ----------------- | ------------------------- | --------- |
| 1    | Serhij Hončar     | Liquigas-Pata             | 22h27'47" |
| 2    | Gilberto Simoni   | Lampre-Daikin             | a 7"      |
| 3    | Didier Rous       | Bonjour-Toupargel         | a 10"     |
| 4    | Nicola Miceli     | Alessio                   | a 16"     |
| 5    | Simone Bertoletti | Lampre-Daikin             | a 23"     |
| 6    | Volodymyr Hustov  | Fassa Bortolo             | a 26"     |
| 7    | Romāns Vainšteins | Vini Caldirola-Sidermec   | a 30"     |
| 8    | Enrico Zaina      | Mercatone Uno-Albacom     | a 32"     |
| 9    | Oscar Pozzi       | Amica Chips-Tacconi Sport | s.t.      |